# Reddyanus zideki
Espèce
Synonymes
- Isometrus zideki Kovařík, 1994

Reddyanus zideki est une espèce de scorpions de la famille des Buthidae.

## Distribution
Cette espèce se rencontre en Malaisie et en Indonésie au Kalimantan,.

## Description
Le mâle holotype mesure 32 mm et la femelle paratype 28 mm.
Les mâles mesurent de 29 à 33 mm et les femelles de 25 à 31 mm.

## Systématique et taxinomie
Cette espèce a été décrite sous le protonyme Isometrus zideki par Kovařík en 1994. Elle est placée dans le genre Reddyanus par Kovařík, Lowe, Ranawana, Hoferek, Jayarathne, Plíšková et Šťáhlavský en 2016.

## Étymologie
Cette espèce est nommée en l'honneur de Jiří Zídek.

## Publication originale
- Kovařík, 1994 : « Isometrus zideki sp. n. from Malaysia and Indonesia, and a taxonomic position of Isometrus formosus, I. thurstoni and I. sankariensis (Arachnida : Scorpionida : Buthidae). » Acta Societatis Zoologicae Bohemicae, vol. 58, no 3/4, p. 195-203 (texte intégral).